# Dominique Lampson
Dominique Lampson, ou Dominicus Lampsonius, est un humaniste, poète et artiste flamand né à Bruges en 1532 et mort à Liège en 1599.
Il est considéré comme l’un des pères fondateurs de l’histoire de l’art flamand.

## Biographie
Il suit les cours de philosophie morale, d’éloquence, de physique et de métaphysique de l’université de Louvain. Peu célèbre en tant que peintre, il est surtout connu comme théoricien de l'art. Correspondant de Giorgio Vasari, il lui fournit des notes sur la vie et l'œuvre du peintre Lambert Lombard qui servirent au chapitre consacré à ce peintre dans les Vite de' più eccellenti pittori, scultori e architettori. 
Entre 1554 et 1558, il est secrétaire privé de Reginald Pole, archevêque de Canterbury. Il l'accompagne à Rome et à Liège, où il rencontre le peintre Lambert Lombard. À la mort de Reginald Pole, il entre au service des prince-évêques de Liège, Robert de Berghes, Gérard de Groesbeek et Ernest de Bavière. 

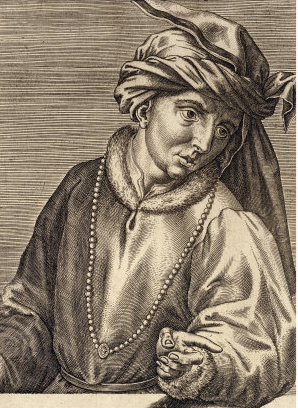
Portrait gravé de Jan van Eyck (1572)

À Liège, Lampsonius retrouve son ami Lambert Lombard, considéré alors comme l'un des plus grands peintres de la région. Stimulé par ce maître, il reprend ses études artistiques. Tout le temps que lui laissent les devoirs de sa charge, il le consacre au dessin et à la peinture. Dans une lettre à Vasari, datée de Liège, le 26 avril 1565, Lombard parle avec enthousiasme de Lampsonius : « Ce qui me porte parfois à m'effacer », dit-il, « c'est que lui, encore fort jeune, par la bienveillance de l’Être suprême, distributeur de tous les biens, a reçu un vase rempli des dons les plus variés. Bon, bienveillant, connaissant les langues grecque et latine, il parle et écrit en toscan, comme s'il avait habité l'Italie toute sa vie. Il est bon poète latin, pénétré, des maximes de Platon, d'Aristote et d'Epictète ; il est amateur des arts libéraux ; il chante d'une voix harmonieuse et pratique la musique gaillardement, et quant à sa qualité de secrétaire, on peut le comparer aux plus habiles de sa profession. Je n'en connais pas d'aussi expert à former de beaux caractères, non seulement en français et latin et en italien, mais aussi en grec. II ne m'étonne pas autant des grandes vertus et aptitudes qu'il possède que de son grand jugement dans notre art, dans lequel, s'il le pratiquait, il serait à la hauteur de plusieurs fameux maîtres vivants ». 
En parlant de ses productions artistiques, Lombard dit encore : « Le peu que l'on voit de lui est dessiné dans de belles proportions, avec des couleurs justes et bien mises à leur place. A la pointe d'argent, il dessine d'une manière si douce et si fondue, que cela parait être peint, et il en est de même de ses dessins aux crayons rouge et noir. Je dirai volontiers de lui ce que Poliziano disait de Léon Battista Alberti : Quelle est la chose qu'il ignore ? »
En 1565, il rédige la vie du peintre Lambert Lombard intitulé Lamberti Lombardi apud Eburones pictoris celeberrimi vita. Dans cet ouvrage, il expose ses conceptions théoriques sur l'art. En 1572, il publie un livre comprenant une série de vingt-trois portraits gravés de peintres célèbres des anciens Pays-Bas, intitulé Pictorum aliquot celebrium Germaniae inferioris effigies, Les effigies des peintres célèbres des Pays-Bas. Chaque portrait est accompagné d'un petit poème en latin, rédigé par Lampson. À cette époque, il a pour élève Otto van Veen, qui fut marqué par son enseignement.
Lampson écrit également des poèmes en latin et entretient une longue correspondance avec Vasari et avec Giulio Clovio. La seule toile encore connue Lampson, une Crucifixion de 1576, est conservée à l'église Saint-Quentin de Hasselt.
Dominique Lampsonius, qui avait épousé la fille d'un bon bourgeois de Hasselt, est mort à Liège, en 1599. Il est inhumé dans l'église Saint-Denis. Son frère Nicolas, alors doyen de la collégiale, fait placer au-dessus de son tombeau une inscription dont le texte a été conservé : « Ad Dei Omnipotentis Honorem 
Et
Dominici Lampsonii
Varia scientia et functione publica
Clari,
In hac Ecclesia sepulti, 
Suique memoriam
Nicolaus Lampsonius
Ejusdem Ecclesiae Decanus,
Ejus frater pos : anno CIЭ. IЭ  C. III
SIC ERAT HOC LATE NOTVS LAMPSONIVS ANNO,
IPSA DEFVNCTVS QVA SANCTVS ALEXIVs HORA ». 
Il est probable que Lampson a eu un fils, Jacques Lampson, qui s'est aussi adonné à la peinture. Nous trouvons, en effet, un « peintre flamand » de ce nom à Rome, lequel le 21 octobre 1620, dépose dans un procès, en faveur d'une dame dupée par un fourbe qui avait reçu une robe de chambre en gage.

## Œuvres

### Écrits
- Lamberti Lombardi apud Eburonos pictoris celeberrimi vita, pictoribus, sculptoribus, architectis aliisque ad genus artificibus utilis et necessaria[9],[10]. Seuls sept exemplaires en sont encore recensés[11]. Au revers du titre se trouve un portrait de Lombard gravé par Hendrik Goltzius.
- Vite dei pittori, scultori et architetti, Lampsonius se livra également à des recherches sur l'histoire de l'art en Belgique[12]. Il se trouvait en rapport avec Francesco Guicciardini et Lucas d'Heere, de Gand, comme lui poète et peintre, qui s'occupait alors d'une biographie de nos anciens artistes. Personne dans le pays ne connaissait mieux que lui l'histoire des anciens maîtres des Pays-Bas. C'est Lampsonius qui écrivit le chapitre sur les peintres flamands, que Vasari publia dans la seconde édition de ses Vite dei pittori, scultori et architetti, imprimées chez les Giunti, à Florence[13], en 1568. Pour ce travail, il avait largement puisé dans la Description des Pays-Bas, de Guicciardini.
- Pictorum aliquot celebrium Germaniae inferioris effigies

- Deliciae poetarum Belgarum, Den Hof en Boomgaerd der Poesien, conçu sous les auspices de Lucas de Heere, Lucas de Heere, Den Hof en Boomgaerd der Poesien, Gand : G. Manilius, 1565. Lampsonius, qui écrivit bon nombre de poésies latines, laissa également des vers flamands, qui témoignent de son attachement à sa langue maternelle. Janus Lernutius (nl) publia de lui une traduction, en vers lyriques, des psaumes de la Pénitence. De son vivant, Lampsonius fit paraître un choix de ses poésies latines qu'on réunit, plus tard, à celles de son frère. Dans les Deliciae poetarum Belgarum, on trouve deux pièces de l'auteur.

Lampsonius était un homme d'un caractère ouvert, loyal et bienveillant, toujours disposé à faire le bien. On sait qu'Otto van Veen séjourna pendant quelque temps à Liège. Il avait alors dix-sept ans. Lampsonius, qui avait deviné le brillant avenir du jeune artiste, le prit en affection. Ce fut d'après ses conseils qu'il partit, en 1575, pour Rome où il passa sept ans, complétant par de fortes études son éducation artistique. Lampsonius rendit ainsi un immense service à celui qui était appelé à devenir le maître de Rubens et à inaugurer la grande époque de l'art en Belgique. Il était en rapport avec la plupart des écrivains du pays. Il était très lié avec Juste Lipse. Il fut un de ceux qui contribuèrent le plus à ramener le grand polygraphe à la foi catholique et au pays.
Peintures

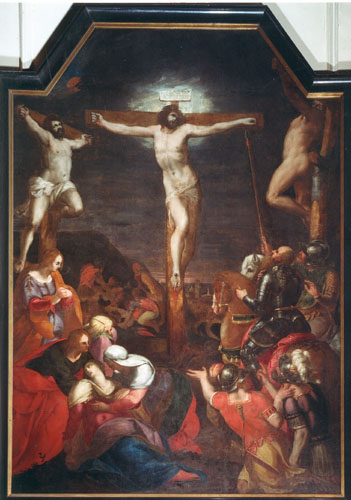
Le Calvaire, Dominique Lampson, église Saint-Quentin, Hasselt, 1575

Son travail de poinctre du pallaix de monsg. le Rme Cardinal de Liège laisse sous-entendre qu’à l’instar des autres peintres ayant ce statut, il était contraint d’user de son art pour réaliser des bannières, ainsi que la décoration de meubles appartenant à son illustre bienfaiteur.
- Le Calvaire. Chargé d'une fonction qui absorbait la majeure partie de son temps, Lampsonius ne produisit que peu de tableaux. Il exécuta, en 1575, une grande toile représentant le Calvaire, destinée au maître-autel de l'église de Saint-Quentin, de Hasselt. Cette composition, la seule production picturale connue de l'artiste, a 3 mètres 75 de hauteur, sur 2 mètres 68 de largeur. Elle est d'un dessin correct et d'une incontestable harmonie de couleur ; mais le modelé manque de force, de relief. Ce tableau décora le maître-autel de l'église de Hasselt jusqu'en 1804, époque à laquelle il fut déplacé et mis contre l'une des parois du transept. Cette toile a souffert assez notablement, surtout dans les ombres, qui sont peintes très légèrement.

Le tableau fut livré par Lampson en 1576, dix ans après la mort de Lombard; il est très probable qu'il a été peint en 1575, c'est-à-dire précisément l'année où le secrétaire de Gérard de Groesbeck se faisait inscrire dans la corporation des peintres et des orfèvres de Liège. La date de la livraison du tableau est établie par un document que les marguilliers de l'église de Saint-Quentin adressèrent aux magistrats de la ville de Hasselt, à l'effet d'obtenir un subside pour le payement d'une somme de cent florins due depuis deux ans à Dominique Lampson, pour le tableau d'autel figurant au chœur de leur église. La requête est datée du 28 juin 1578. Abry cite une peinture que Lampson exécuta pour l'église Saint-Denis, en ces termes : « C'est de lui-même que l'on voit à Saint-Denis à Liège, le tableau qui se trouve dans la première chapelle, près du grand parvis, où il est représenté avec son frère sous les figures des saints de leurs noms. »
On a justement relevé qu’il s’était servi de plusieurs gravures reproduisant des peintures qui traitaient du même thème. L’humaniste liégeois faisait un usage intense de la gravure de reproduction dans sa démarche artistique, tout comme un grand nombre de ses contemporains.
Il n’hésita d’ailleurs pas à rappeler à ses commanditaires que deux ans après sa livraison, les 100 florins qu’on lui avait promis ne lui étaient toujours pas parvenus.
- Volets maître-autel de la collégiale de Saint-Denis. On pense que Lampsonius aida son maître aux volets du beau retable en chêne qui formait autrefois le maître-autel de la collégiale de Saint-Denis, à Liège, et qui existe encore dans ce temple. Mais on n'a aucune certitude à cet égard[19],[20]. Son frère, Nicolas Lampson, protonotaire apostolique, était chanoine et doyen ; toutefois, nous n'avons que des présomptions à cet égard.
- Portrait de Lambert Lombart. On pense aussi pouvoir lui attribuer un portrait de Lombard, dessin fait à la plume: c'est l'original du portrait gravé dans l'ouvrage publié par Lampson en 1572, sous le titre : Elogia et effigies pictorum celebrium Germaniae Inferioris[21]. Ce dessin, conservé à l'Académie de Dusseldorf, après avoir fait partie de la collection de Krahe, était, à la vérité, attribué, dans l'inventaire de cette dernière, à Giorgio Ghisi, nous ne savons sur quelle autorité. Dans ce dessin, la tète de Lombard a le même type énergique et intelligent qu'offre le portrait gravé par [22], et qui figure en tête de l'opuscule publié par Lampson[23] sous le titre de : Lamberti Lombardi apud Eburones pictoris celeberrimi vita[24].

### Correspondance
« [...] je n’ai jamais vu une seule région de l’Italie, pas même Rome.Lettre de Dominique Lampson à Giulio Clovio datant du 9 décembre 1570 ».
Une seconde lettre de Dominique Lampson à Vasari fut rédigée quelques mois plus tard, soit en avril 1565, « J’espère que mon Révérendissime patron [...] m’accordera la grâce de venir voir votre Seigneurie, de façon que je puisse donner à mes yeux la jouissance de tant d’œuvres excellentes, que je ne connais encore que par vos écrits, par la relation d’autres personnes, et par les copies, soit gravées, c’est-à-dire la plupart du temps abîmées et estropiées, et à cause de cela faites au déshonneur plutôt qu’à la gloire de leurs auteurs, soit dues à la main de jeunes artistes de chez nous, et qui d’ordinaire ne sont pas beaucoup meilleures que les estampes. C’est vraiment une pitié de voir, qu’il n’y ait pour ainsi dire pas une seule œuvre du divin Michel-Ange, copiée ou mise en estampe qui vaille un poil ; et cependant ses œuvres, par leur perfection et leur clarté, sont plus faciles à bien imiter que celles de n’importe quel autre artiste ; et pour cela elles auraient dû et devraient encore inciter un Marc Antonio de Bologne, un Ravenne [Marco Dente de Ravenne], un Aeneas Vico, et autres célèbres graveurs, à vouloir les graver de préférence à n’importe quelle œuvre de Raphaël, de Baccio [Bandinelli], ou de n’importe quel autre maître. [...] je crois qu’à la fin ils me feront entrer en mâle rage ces méchants graveurs de quatre sous, ignorants et nés pour la honte non seulement des excellents artistes (dont ils abîment et estropient les œuvres), mais même de toute l’Italie [...] »

## Postérité
Alors que Lampson rédigea sa Vita de Lambert Lombard et les différents épigrammes qui rythment les Effigies des peintres célèbres des Pays-Bas, afin que ces noms d’artistes passent à la postérité, son propre patronyme semble aujourd’hui quelque peu oublié. Les étudesdatant du milieu du XXe siècle sont souvent restées sans écho. Le nom de cet humaniste n’est ainsi que rarement mentionné en tant que l’un des pères fondateurs de l’histoire de l’art flamand. Il ne subsiste apparemment que sept exemplaires de la biographie de Lombard, mais les Effigies furent reprises par de nombreux successeurs du Liégeois. Théodore Galle qui avait acheté les cuivres à la veuve de Jérôme Cock, en publia une première réédition en 1600. Tous les ouvrages consacrés aux peintres des anciens Pays-Bas qui suivirent, reprennent inlassablement les portraits compilés par l’éditeur anversois. Ils devinrent au fil des années de véritables icônes que l’on retrouvait aussi bien en gravure qu’en peinture. Les traits de Jan van Eyck tels qu’ils avaient été repris du Retable de l’Agneau Mystique, s’imposèrent ainsi au cours des siècles sans que les artistes désirant le représenter, n’aient à se rendre à Gand,.